# Fisica moderna

Mentre la fisica classica riguarda condizioni che si verificano nell'esperienza della vita di ogni giorno (velocità molto più basse della velocità della luce e scale molto più grandi di un atomo), la fisica moderna riguarda invece alte velocità e piccole distanze.

Si definisce fisica moderna l'insieme degli sviluppi teorico-sperimentali che a partire dal XX secolo hanno segnato un salto concettuale rispetto alla fisica classica, elaborata a partire dal XVII secolo.
Comprende in particolare gli avanzamenti nella fisica atomica, fisica nucleare, fisica delle particelle, fisica della materia condensata, astrofisica e cosmologia. Queste discipline studiano dall'infinitamente piccolo all'infinitamente grande: dalle particelle e le interazioni fondamentali, alla struttura, nascita ed evoluzione dell'Universo, passando per tutti quei fenomeni descrivibili solo con la meccanica quantistica. Tutte le teorie validate della fisica moderna comprendono al limite le teorie classiche.

## Storia

Effetto fotoelettrico

Lo spartiacque tra le due fasi storiche è posto all'inizio del Novecento con la nascita della meccanica quantistica e della teoria della relatività, che permisero di spiegare fenomeni fisici come l'effetto fotoelettrico, il moto browniano, lo spettro del corpo nero, il modello dell'atomo di idrogeno, la diffrazione di Bragg, l'esperimento della doppia fenditura, la precessione del perielio dell'orbita di Mercurio ecc...
Dagli anni 60-70 del XX secolo, un'altra rivoluzione scientifica, quella della teoria del caos e della complessità, ha riportato alla ribalta, o ha proprio fatto nascere, settori della fisica classica che hanno beneficiato grandemente dell'invenzione del computer. Grazie ai metodi della fisica computazionale si è potuto infatti finalmente iniziare ad analizzare il comportamento non lineare presente in un gran numero di sistemi fisici (fluidodinamica, geofisica, biofisica, fisica dei plasmi, meccanica celeste...), non investigabile con i metodi analitici tradizionali. Ciò significa che non è più possibile considerare la fisica classica come un settore di ricerca ormai chiuso, come invece sembrava per gran parte del '900. La teoria del caos e della complessità ha ricevuto la definitiva consacrazione da parte del mondo accademico con l'assegnazione del premio Nobel per la fisica del 2021, conferito a Syukuro Manabe e Klaus Hasselmann per le loro ricerche sul sistema metoclimatico, e a Giorgio Parisi, per i suoi studi su un gran numero di sistemi complessi diversi, sia classici  che quantistici.

## Principi

Schema di esperimento a due fenditure.

Queste nuove teorie rappresentarono una "spaccatura" netta nel disegno teorico tracciato dalla fisica classica precedente in quanto ne hanno completamente rivisto idee e concetti di fondo in cui l'uomo aveva sempre creduto fin dai tempi più antichi: 
- lo spazio e il tempo non sono più considerati assoluti, ma sono relativi al sistema di riferimento che si sceglie, e non sono separati, ma formano un'unica entità chiamata spazio-tempo.
- la velocità della luce è la massima velocità possibile nell'universo.
- il concetto di misura e osservabile fisico viene completamente riveduto in quanto con il principio di indeterminazione di Heisenberg si stabilisce che esistono coppie di grandezze fisiche non misurabili simultaneamente con precisione arbitraria.
- la stessa materia fisica dell'universo mostra inoltre una doppia natura, corpuscolare e ondulatoria, attraverso il noto dualismo onda-particella espresso nel principio di complementarità.
- crisi del concetto tipico di determinismo e affermazione dei concetti di indeterminismo e probabilismo.

## Settori di studio

### Fisica atomica

Modello di un atomo

La fisica atomica è la branca della fisica che studia l'atomo nella sua interezza ovvero comprendendo nucleo ed elettroni. Si tratta di un campo della fisica studiato all'inizio del XX secolo con la fornitura dei vari modelli atomici fino al modello attuale ritenuto più verosimile ovvero con nucleo interno ed elettroni esterni di tipo orbitale. Si tratta di un campo assestato già nella prima metà del XX secolo.

### Fisica molecolare
La fisica molecolare è quella branca della fisica che si occupa di studiare le proprietà delle molecole, degli atomi e delle forze che li legano e governano. In questa disciplina gli esperimenti sono fondamentali e lo spettroscopio è probabilmente lo strumento di misura più utilizzato. Questo campo di ricerca ha molte affinità con la fisica atomica, e coincide largamente per il tipo di argomenti analizzati con la chimica teorica e la chimica fisica. In questa branca della scienza è fondamentale conoscere la teoria atomica degli orbitali e le varie estensioni agli orbitali delle molecole.

### Fisica della materia condensata

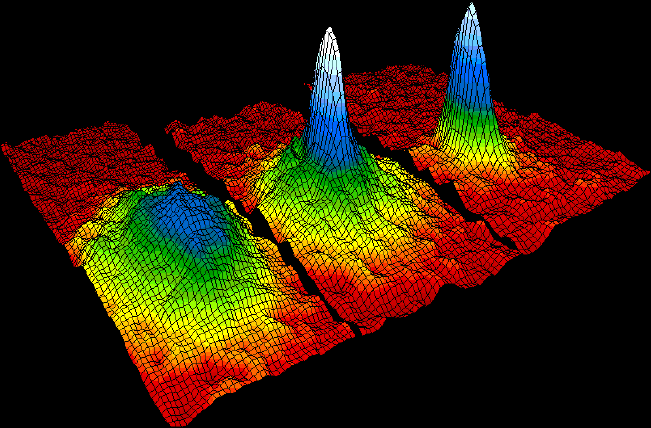
Condensato di Bose-Einstein

La più ampia branca della fisica della materia condensata (comunemente detta fisica della materia) è la fisica dello stato solido e riguarda lo studio delle proprietà dei solidi, sia elettroniche, che meccaniche, ottiche e magnetiche.
Il grosso della ricerca teorica e sperimentale della fisica dello stato solido è focalizzato sui cristalli, sia a causa della loro caratteristica struttura atomica periodica, che ne facilita la modellizzazione matematica, che per il loro ampio utilizzo tecnologico. Con il termine stato solido in elettronica ci si riferisce in generale a tutti i dispositivi a semiconduttore. A differenza dei dispositivi elettromeccanici, quali ad esempio i relè, i dispositivi a stato solido non hanno parti meccaniche in movimento. Il termine è utilizzato anche per differenziare i dispositivi a semiconduttore dai primi dispositivi elettronici: le valvole e i diodi termoionici.
Il punto di partenza di gran parte della teoria nell'ambito della fisica dello stato solido è la formulazione di Schrödinger della meccanica quantistica non relativistica. La teoria si colloca generalmente all'interno dell'approssimazione di Born - Oppenheimer e dalla struttura periodica del reticolo cristallino si ricavano le condizioni periodiche di Born-von Karman e il Teorema di Bloch, che caratterizza la funzione d'onda nel cristallo. Le deviazioni dalla periodicità sono trattate ampiamente tramite approcci perturbativi o con altri metodi più innovativi, quali la rinormalizzazione degli stati elettronici. Appartiene alla fisica dello stato solido anche la fisica delle basse temperature la quale studia gli stati della materia a temperature prossime allo zero assoluto e i fenomeni ad essi connessi (ad es. condensato di Bose-Einstein, superconduttività ecc..).

### Fisica nucleare e delle particelle

Reazione nucleare

Modello standard

La fisica nucleare è la branca della fisica che studia il nucleo atomico nei suoi costituenti protoni e neutroni e le loro interazioni. Si distingue dalla fisica atomica che invece studia l'atomo, sistema composto dal nucleo atomico e dagli elettroni. Si distingue a sua volta dalla fisica delle particelle o fisica subnucleare che invece ha come oggetto lo studio delle particelle più piccole del nucleo atomico. La fisica delle particelle o subnucleare è stata per molto tempo considerata una branca della fisica nucleare. Il termine fisica subnucleare sta cadendo in disuso poiché si riferiva allo studio di particelle interne al nucleo, mentre oggi la maggior parte delle particelle note non sono costituenti nucleari.
L'energia nucleare è la più comune applicazione della fisica nucleare, ma il campo di ricerca è anche alla base di molte altre importanti applicazioni, come in medicina (medicina nucleare, risonanza magnetica nucleare), in scienza dei materiali (implantazioni ioniche) o archeologia (radiodatazione al carbonio).
La fisica delle particelle è la branca della fisica che studia i costituenti fondamentali e le interazioni fondamentali della materia; essa rappresenta la fisica dell'infinitamente piccolo. Talvolta viene anche usata l'espressione fisica delle alte energie, quando si vuole far riferimento allo studio delle interazioni tra particelle elementari che si verificano ad altissima energia e che permettono di creare particelle non presenti in natura in condizioni ordinarie, come avviene con gli acceleratori di particelle.
In senso stretto, il termine particella non è del tutto corretto. Gli oggetti studiati dalla Fisica delle particelle, obbediscono ai principi della meccanica quantistica. Come tali, mostrano una dualità onda-corpuscolo, in base alla quale manifestano comportamenti da particella sotto determinate condizioni sperimentali e comportamenti da onda in altri. Teoricamente, non sono descritte né come onde né come particelle, ma come vettori di stato in un'astrazione chiamata spazio di Hilbert.

### Fisica teorica

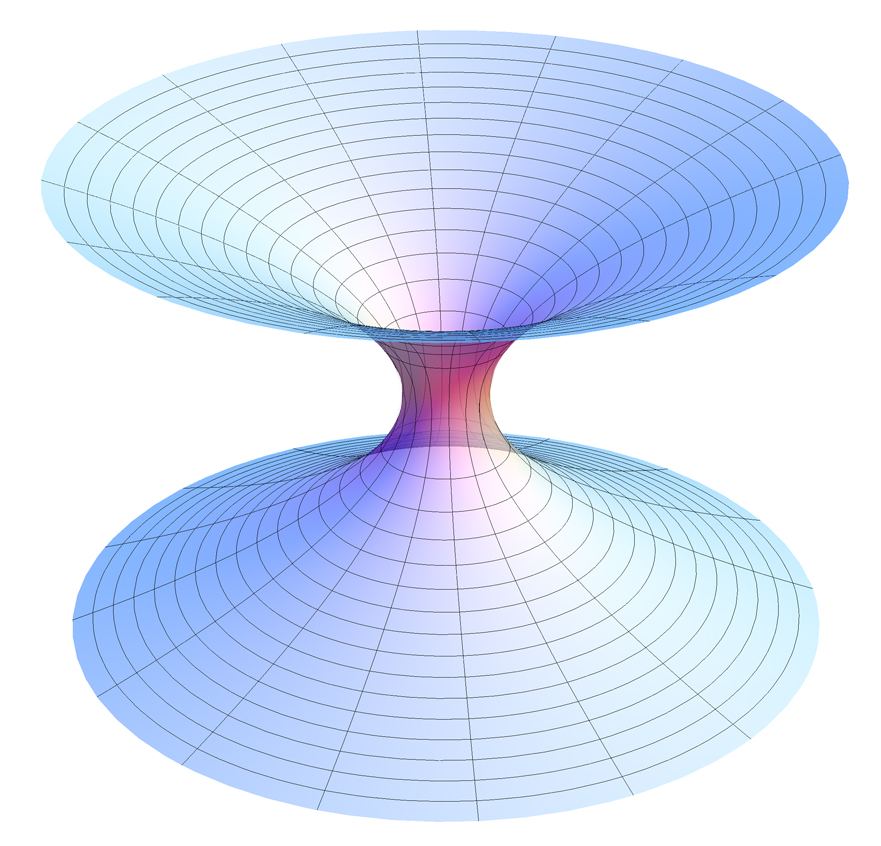
Rappresentazione di un whormole di Scharzwild

La fisica teorica è la branca speculativa della fisica che, partendo dall'assunzione di ipotesi di base, le sviluppa utilizzando il linguaggio matematico per arrivare all'enunciazione di leggi fisiche sotto forma di equazioni, rappresentando dunque, insieme con la fisica sperimentale, uno dei due momenti essenziali dell'indagine scientifica in fisica: maggiore è l'universalità delle leggi, ovvero più grande è il loro dominio di validità, più importante sarà la teoria corrispondente.
Essa comprende sia il procedimento induttivo, cioè la creazione di teorie fisiche più generali a partire dalle evidenze sperimentali (es. sintesi delle equazioni di Maxwell già in fisica classica), sia quello deduttivo, cioè la costruzione di un modello su pura base matematica a partire da assunzioni fisiche generali (es. Teoria della relatività generale). In entrambi i casi una teoria deve essere verificabile dal punto di vista sperimentale, comprendendo inoltre anche la predittività, ovvero la capacità della teoria stessa di predire fenomeni in modo quantitativamente accurato prima della loro diretta osservazione sperimentale.

### Fisica del plasma

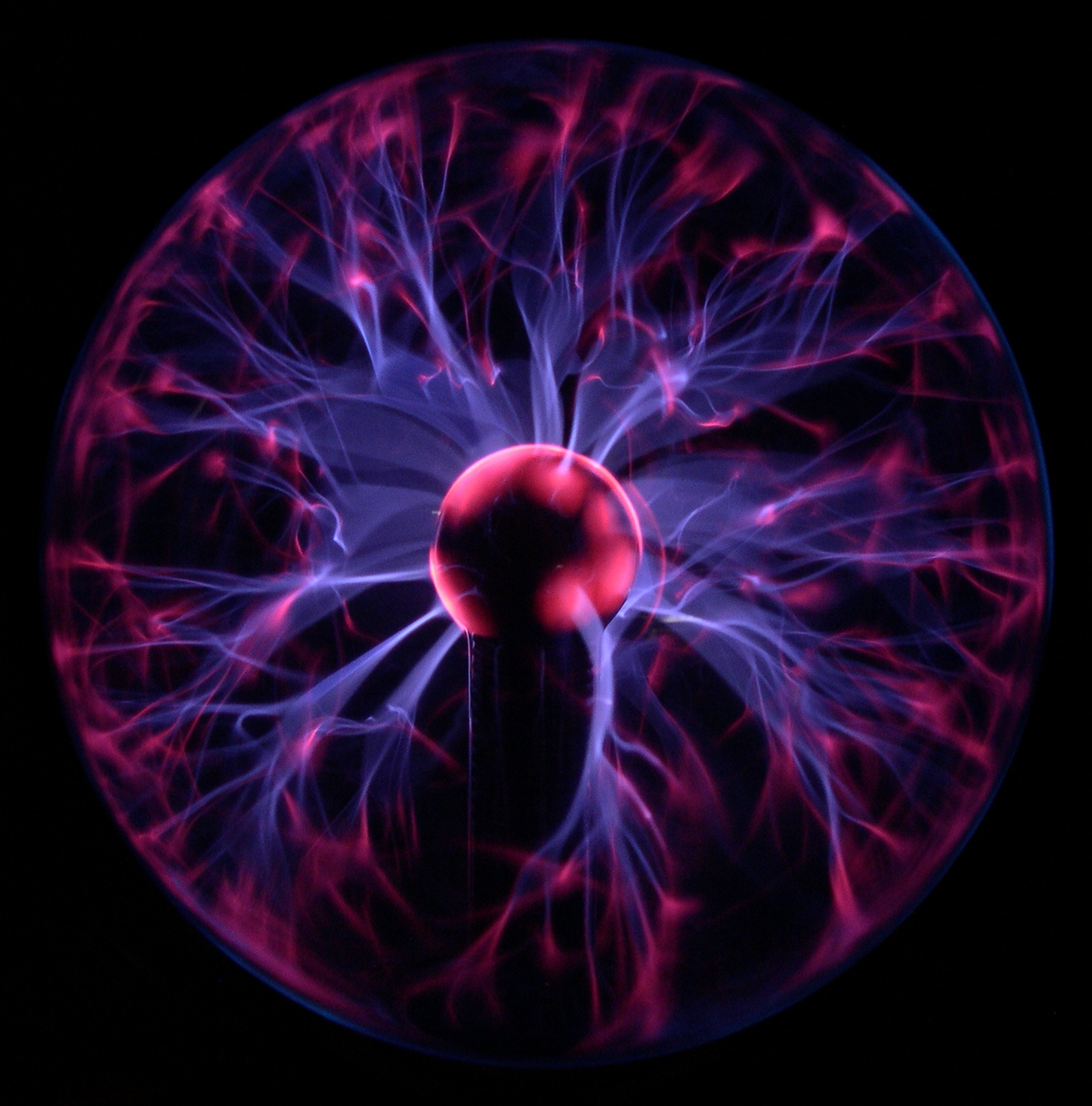
Raffigurazione artistica del Plasma

In fisica e chimica, il plasma è un gas ionizzato, costituito da un insieme di elettroni e ioni e globalmente neutro (la cui carica elettrica totale è nulla). In quanto tale, il plasma è considerato come il quarto stato della materia, che si distingue quindi dal solido, il liquido e l'aeriforme, mentre il termine "ionizzato" indica che una frazione significativamente grande di elettroni è stata strappata dai rispettivi atomi. Fu identificato da Sir William Crookes nel 1879 e chiamato "plasma" da Irving Langmuir nel 1928. Le ricerche di Crookes portarono alla realizzazione dei cosiddetti tubi di Crookes, gli antenati dei tubi catodici e delle lampada al neon lampade al neon.

### Astronomia

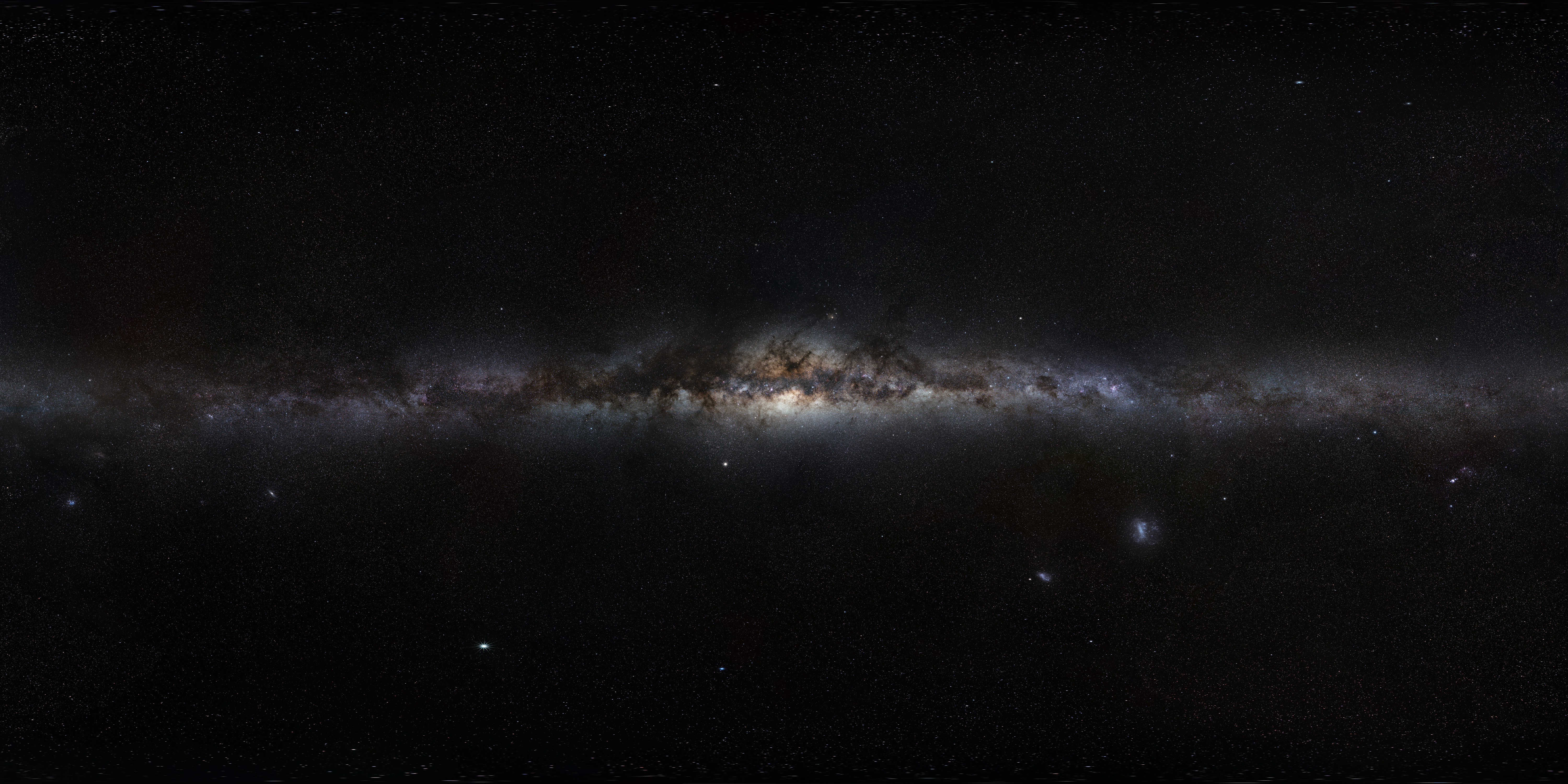
Via Lattea vista dalla Terra

L'astronomia è la scienza che si occupa dell'osservazione e della spiegazione degli eventi celesti. Studia le origini e l'evoluzione, le proprietà fisiche, chimiche e temporali degli oggetti che formano l'Universo e che possono essere osservati sulla sfera celeste.
È una delle scienze più antiche e molte civiltà arcaiche in tutto il mondo hanno studiato in modo più o meno sistematico il cielo e gli eventi astronomici: Egizi e Greci nell'area mediterranea, Babilonesi, Indiani e Cinesi in Oriente e, infine, i Maya e gli Inca nelle Americhe. Questi antichi studi astronomici erano orientati verso lo studio delle posizioni degli astri (astrometria), la periodicità degli eventi e la cosmologia e quindi, in particolare per questo ultimo aspetto, l'astronomia antica è quasi sempre fortemente collegata con aspetti religiosi. Nel ventunesimo secolo, invece, la ricerca astronomica moderna è, in pratica, sinonimo di astrofisica.

### Astrofisica

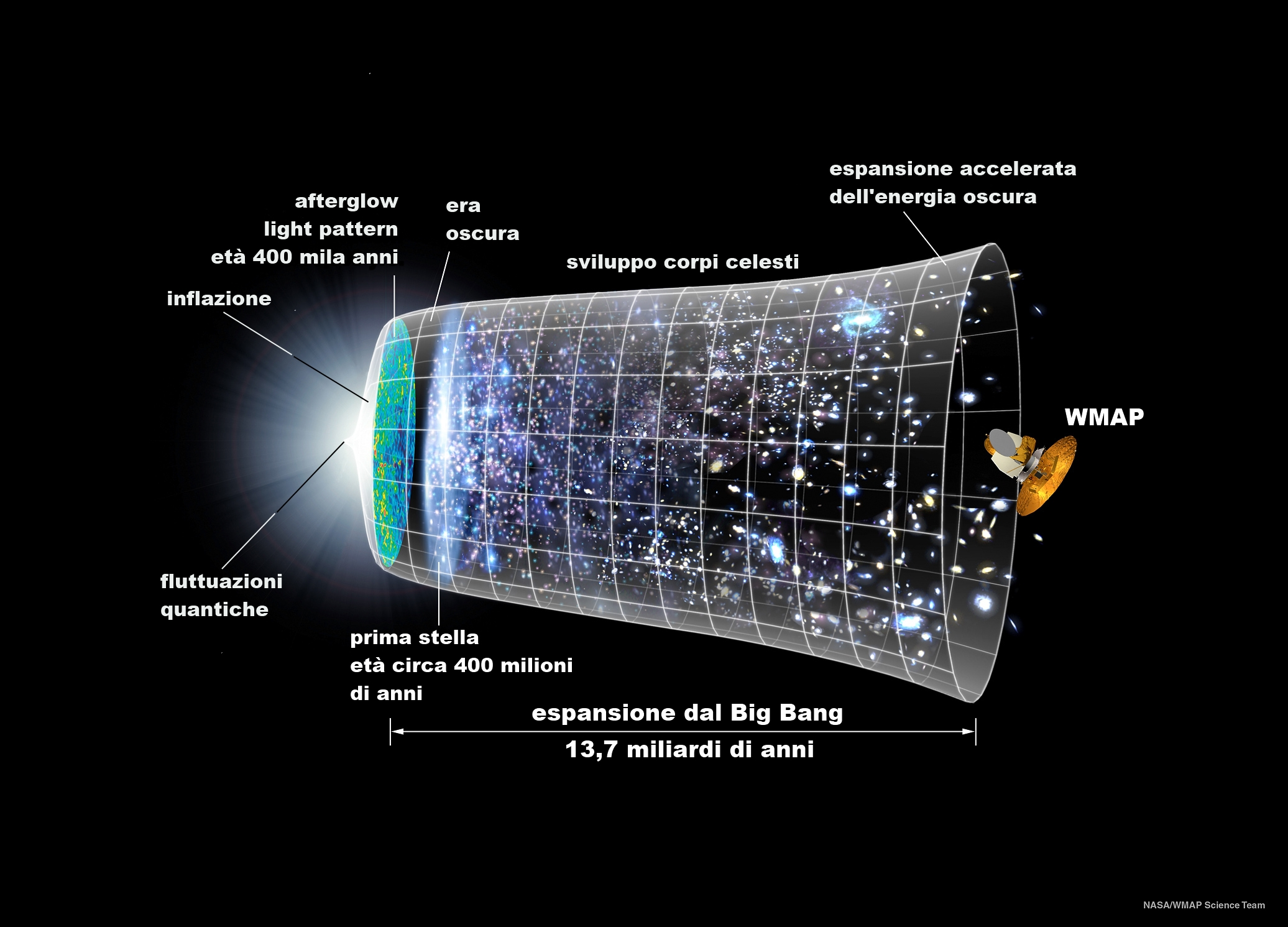
Grazie al satellite WMAP è stato possibile vedere l'Universo nei primi attimi dopo il big bang.

L'astrofisica è una scienza che applica la teoria e i metodi delle altre branche della fisica per studiare gli oggetti di cui è composto l'universo, quali ad esempio le stelle, i pianeti, le galassie e i buchi neri. L'astrofisica si differenzia dall'astronomia in quanto l'astronomia si pone come obiettivo la comprensione dei movimenti degli oggetti celesti, mentre l'astrofisica tenta di spiegare l'origine, l'evoluzione e il comportamento degli oggetti celesti stessi, rappresentando quindi la fisica dell'infinitamente grande. Un'altra disciplina con cui l'astrofisica è intimamente correlata è la cosmologia, che ha come oggetto di studio l'origine dell'universo. I telescopi spaziali (tra cui va ricordato il telescopio spaziale Hubble) sono strumenti indispensabili alle indagini dell'astrofisica: grazie ad essi gli astrofisici hanno trovato conferma di molte teorie sull'universo.

### Cosmologia

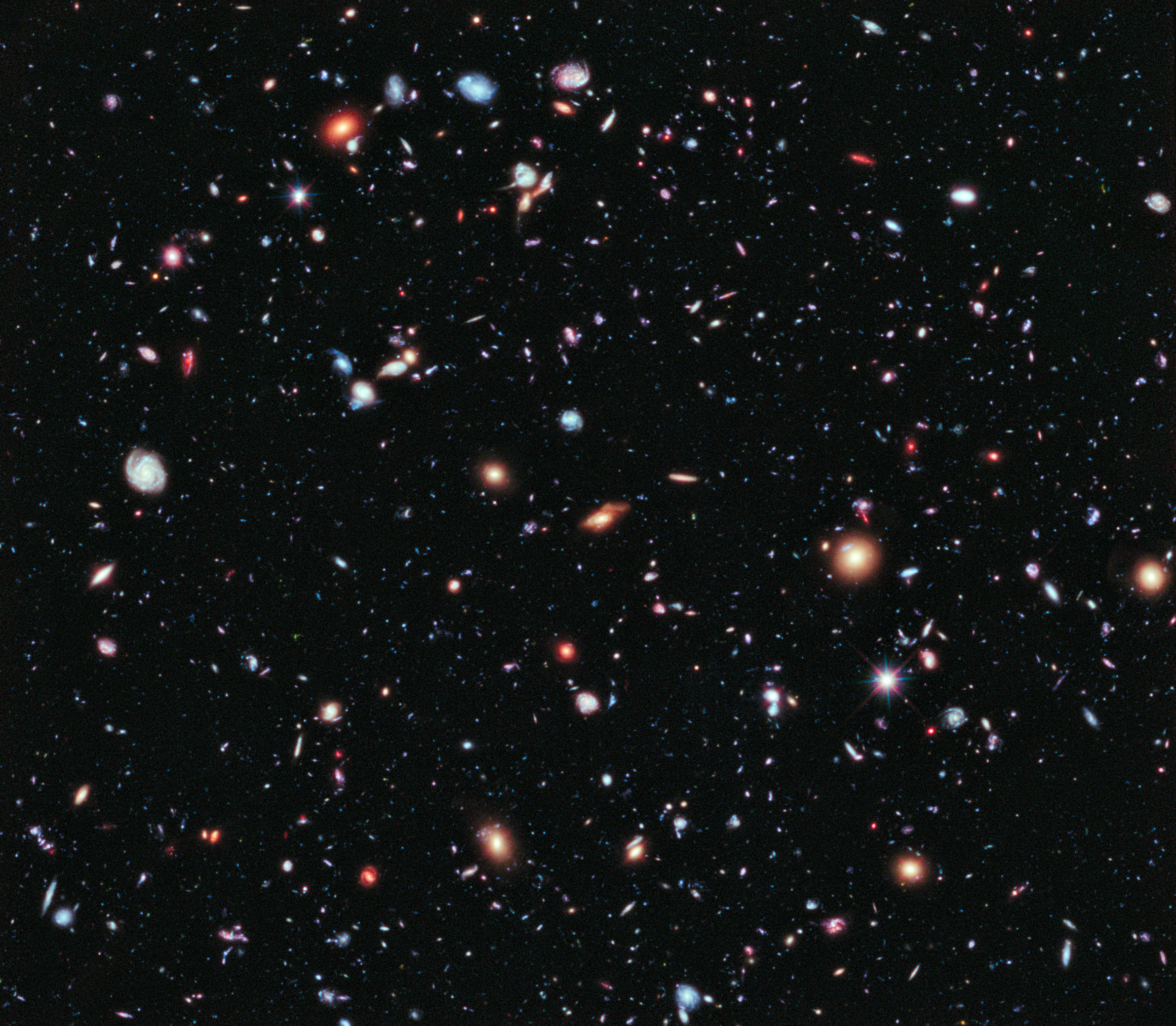
Immagine del Telescopio Spaziale Hubble

La cosmologia è la disciplina della fisica moderna che ha come oggetto di studio l'universo nel suo insieme, del quale tenta di spiegare in particolare origine ed evoluzione. In questo senso, è strettamente collegata con la cosmologia intesa come branca della filosofia. In senso ontologico questa ha il compito di correggere o espungere la miriade di teorie metafisiche o religiose sulle origini del mondo. Trae le sue radici storiche nelle narrazioni religiose sull'origine di tutte le cose (cosmogonie) e nei grandi sistemi filosofico-scientifici pre-moderni (come il sistema tolemaico). Attualmente è una scienza fisica nella quale convergono diverse discipline, quali l'astronomia,  l'astrofisica, la fisica delle particelle, la relatività generale.

### Geofisica

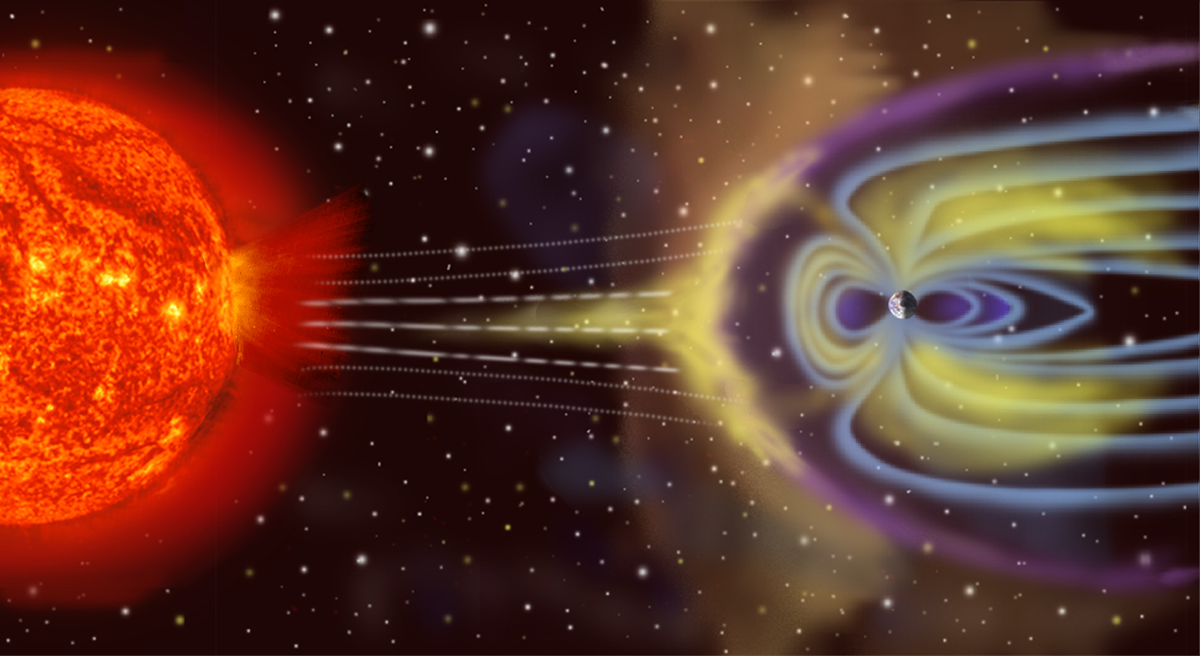
Campo geomagnetico terrestre

La geofisica (anche detta fisica terrestre) è in generale l'applicazione di misure e metodi fisici allo studio delle proprietà e fenomeni fisici tipici del pianeta Terra. La geofisica è una scienza di tipo preminentemente sperimentale, che condivide il campo di applicazione sia con la fisica che con la geologia e comprende al suo interno diverse branche, quali ad esempio:
- fisica della terra fluida (o geofluidodinamica).
  - fisica dell'atmosfera
  - meteorologia
  - oceanografia fisica
  - climatologia
- geomagnetismo
- sismologia

La geofisica applicata studia la parte solida più superficiale della Terra e rivolge il suo campo di ricerche all'individuazione di strutture idonee per l'accumulo di idrocarburi, nonché alla risoluzione di problemi nel campo dell'ingegneria civile, ingegneria idraulica, ingegneria mineraria e per l'individuazione di fonti di energia geotermica.
Le prospezioni geofisiche (prospezioni sismiche, elettriche, elettromagnetiche, radiometriche, gravimetriche) rappresentano alcuni metodi fisici utilizzati nel campo dell'esplorazione geologica.

### Fisica dei sistemi complessi

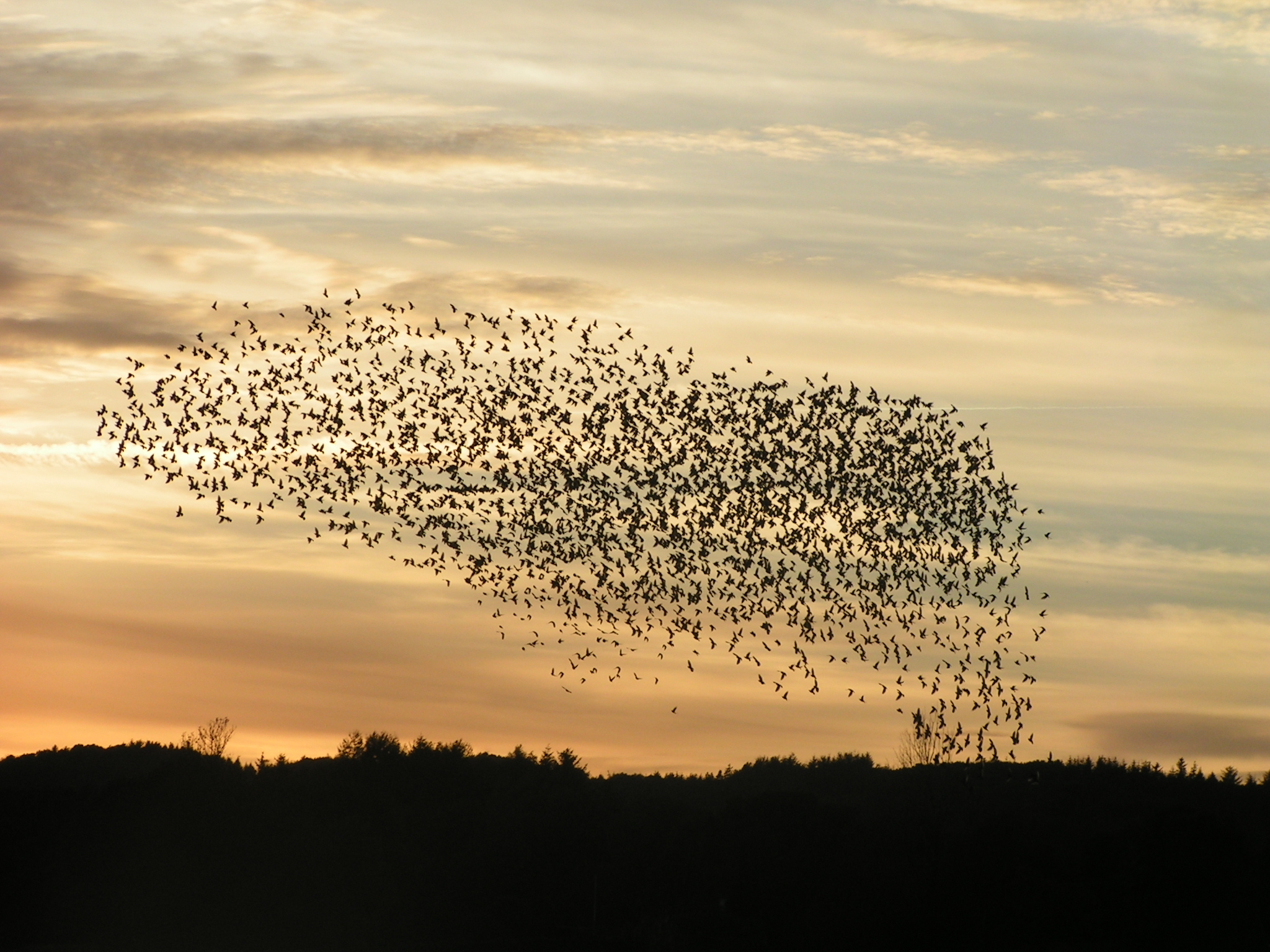
Sistema complesso

È una branca relativamente recente della fisica moderna che studia appunto il comportamento fisico di sistemi complessi come ad esempio il sistema economico (econofisica) o il sistema climatico assunti come sistemi dinamici non lineari e a multicomponenti.

### Econofisica
Il termine econofisica designa un ambito di ricerca interdisciplinare caratterizzato dal ricorso a tecniche e metodi sviluppati, in origine, nel campo della fisica, ma applicati a problemi propri dell'economia: tali metodi, in genere, comprendono aspetti stocastici, statistici e di dinamica non lineare.

### Fisica cibernetica

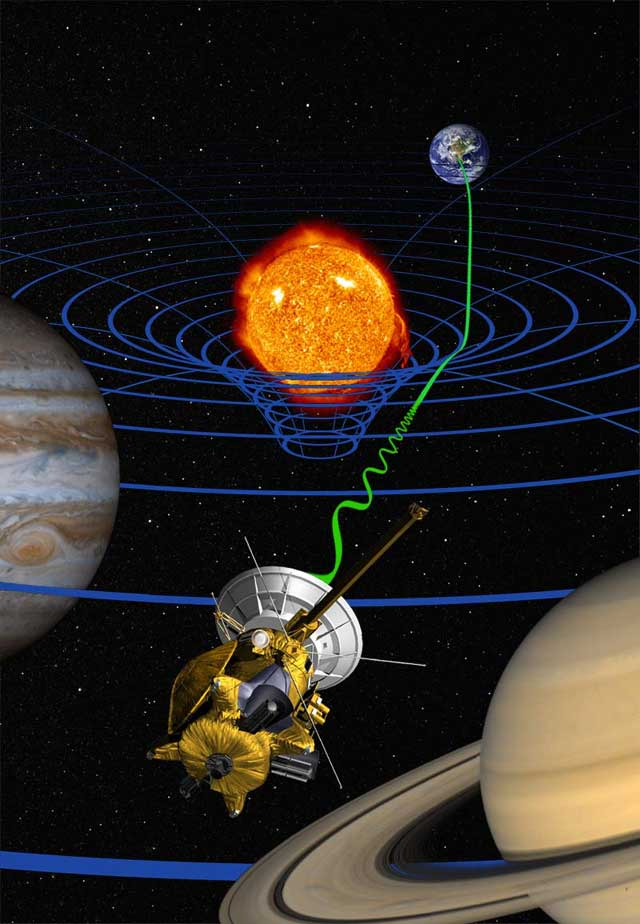
Illustrazione dell'esperimento sulla relatività generale effettuato con l'ausilio della sonda Cassini.

Questa branca della fisica (la fisica cibernetica), nata nella seconda metà del XX secolo, si è sviluppata a tal punto che è ora ricompresa all'interno di varie discipline tecnico-applicative quali l'automatica, la meccatronica e l'informatica (intelligenza artificiale).

### Fisica medica
La fisica medica o fisica sanitaria è un'attività che riguarda, in generale, tutti i settori della fisica applicata alla medicina e alla radioprotezione. Più in particolare, le strutture di fisica sanitaria ospedaliere si occupano, in prevalenza, dell'impiego delle radiazioni ionizzanti e non ionizzanti (diagnostica per immagini, radioterapia, medicina nucleare, ...), ma anche di informatica, di modellistica, ecc.

### Biofisica
La biofisica consiste nello studio dei fenomeni biologici dal punto di vista fisico. Si occupa, ad esempio, della dinamica ( e della termodinamica) delle macromolecole organiche (come proteine o acidi nucleici), o della fisica delle membrane cellulari. Uno dei principali problemi irrisolti della biofisica è, ad esempio, la comprensione del ripiegamento delle proteine.

## Centri di ricerca

Vista aerea del CERN di Ginevra

Il lavoro di ricerca scientifica nella fisica moderna è portato avanti dalla comunità scientifica attraverso il connubio tra l'elaborazione teorica e i risultati sperimentali. Settori come la fisica delle particelle o l'astrofisica tendono a essere sviluppati in grandi laboratori, a cui collaborano anche decine o centinaia di università (CERN, Fermilab, Laboratorio Cavendish, Brookhaven National Laboratory, Bell Laboratories, SLAC, Oak Ridge National Laboratory, Lawrence Berkeley National Laboratory, Lawrence Livermore National Laboratory, Institute for Advanced Study, Max Planck Institut, DESY, Istituto di fisica nucleare Budker, Sandia National Laboratories, Los Alamos National Laboratory, Laboratori Nazionali del Gran Sasso, Laboratori nazionali di Frascati, ELETTRA, ecc...), mentre gli esperimenti di fisica atomica, molecolare o della materia condensata, non richiedendo attrezzature così imponenti, tendono a essere portati avanti da gruppi di ricerca più piccoli all'interno delle singole università.

## Principali teorie
- Meccanica quantistica
- Teoria della relatività
- Teoria quantistica dei campi
- Meccanica statistica
- Elettrodinamica quantistica
- Cromodinamica quantistica
- Teoria elettrodebole
- Modello standard
- Teoria della grande unificazione
- Supersimmetria
- Teoria delle Stringhe
- Teoria quantistica dei campi nello spazio-tempo curvo
- Teoria del Big Bang
- Teoria dell'Inflazione cosmica
- Inflazione caotica
- Multiverso
- Teoria del tutto
- Teoria della complessità